# مهندسی یادگیری

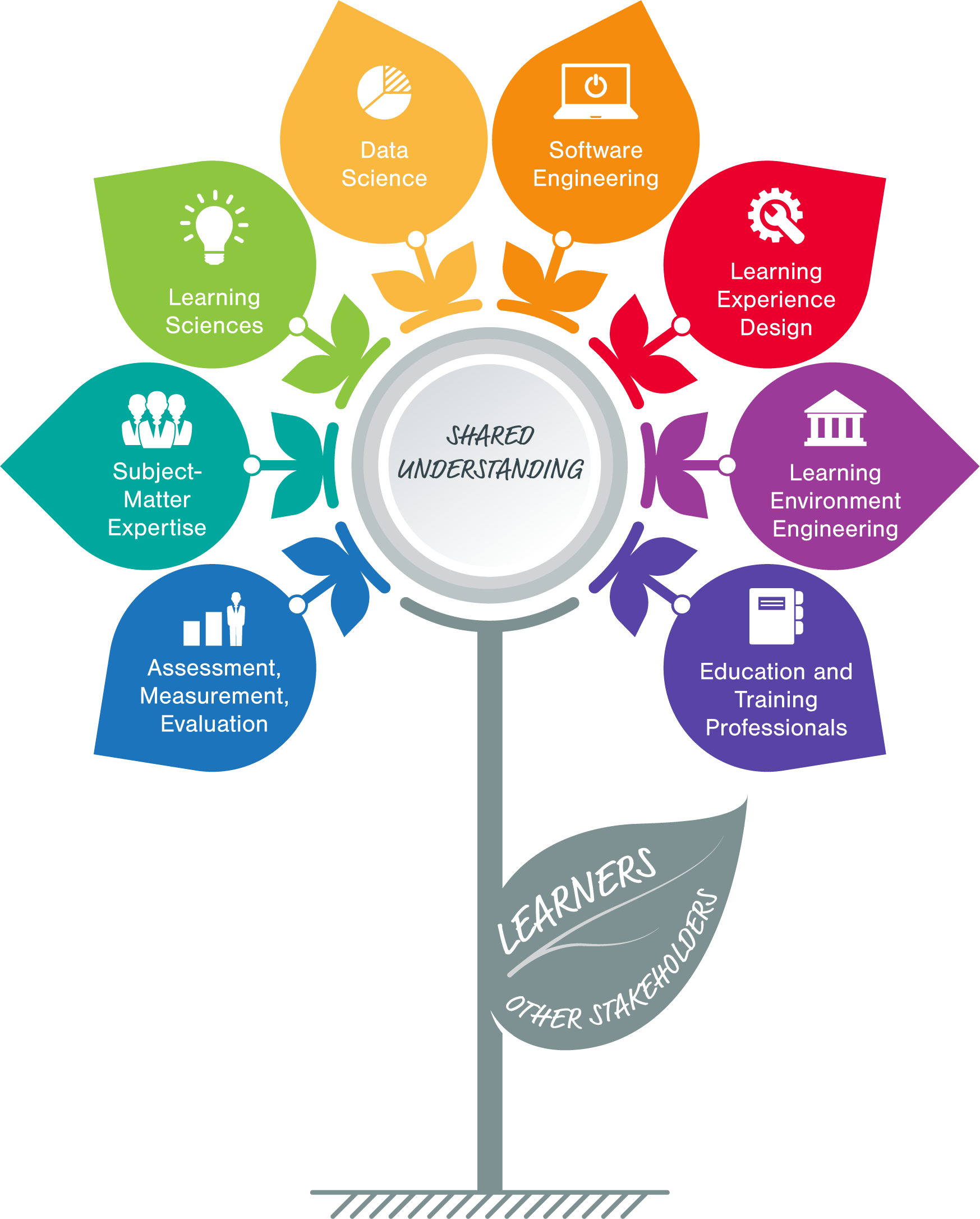

مهندسی یادگیری کاربرد سیستماتیک اصول و روش‌های مبتنی بر شواهد از فناوری آموزشی و علوم یادگیری برای ایجاد تجربیات یادگیری جذاب و مؤثر، پشتیبانی از مشکلات و چالش‌های فراگیران در حین یادگیری و درک بهتر یادگیرندگان و یادگیری است. حمایت از فراگیران در حین یادگیری پیچیده‌است. تیم‌های مهندسی یادگیری از یک فرایند طراحی تکراری برای پشتیبانی و بهبود یادگیری استفاده می‌کنند. طرح‌های اولیه با یافته‌های علوم یادگیری مشخص می‌شوند. روش‌های حاصل از تجزیه و تحلیل یادگیری، تحقیقات مبتنی بر طراحی و آزمایش‌های سریع در مقیاس بزرگ برای ارزیابی طرح‌ها، اطلاع‌رسانی به اصلاحات و پیگیری تکرارها استفاده می‌شوند.